# Потаповский
Потаповский — хутор в Кумылженском районе Волгоградской области России. Входит в состав Кумылженского сельского поселения. Население 144 чел. (2010).

## История
Входил в состав Никитинского сельсовета до реформы 2005 года.
В соответствии с Законом Волгоградской области от 14 февраля 2005 года № 1006-ОД «Об установлении границ и наделении статусом Кумылженского района и муниципальных образований в его составе» хутор вошёл в состав образованного Кумылженского сельского поселения.

## География
Расположен в западной части региона, в лесостепи, в пределах Хопёрско-Бузулукской равнины, являющейся южным окончанием Окско-Донской низменности, на р. Суходол.
Уличная сеть состоит из пять географических объектов: ул. Молодёжная, ул. Московская, ул. Полевая, ул. Тополевая, ул. Центральная
Абсолютная высота 83 метра над уровнем моря.

## Население
| 2010 |
| ---- |
| 144  |

Гендерный состав
По данным Всероссийской переписи населения 2010 года в гендерной структуре населения из 144 жителей мужчин и женщин — по 72 человека (50 % каждая когорта).
Национальный состав
Согласно результатам переписи 2002 года, в национальной структуре населения
русские составляли 76 % из общей численности населения в 172 чел..

## Инфраструктура
Развитое сельское хозяйство. Личное подсобное хозяйство.
Ведется газификация хутора. Строительство газопровода в х. Потаповский, техническое  перевооружение системы
теплоснабжения СДК х. Потаповский  включено в областную целевую программу «Газификация Волгоградской области на 2013—2017 годы»

## Транспорт
стоит на автодороге муниципального значения.
Просёлочные дороги.